# Наръчник на Геймъра за почти всичко
Наръчник на Геймъра за почти всичко е американски комедиен сериал, създаден от Девин Бундж и Ник Стантън, и продуциран от Девин Бунж, Ник Стантън и Джим Одохерти за Disney xD. Първият епизод е излъчен на 22 юли 2015.

## Сюжет
Конър е професионален геймър, той получава прозвището Кид Фюри. Докато не си чупи палеца по време на финалния рунд на Световната Гейминг Федерация, неговите спонсори го изоставят и той ще се върне обратно в училище. Там той се сприятелява с Франклин, Уендъл и Ашли с тяхна помощ Конър иска да се върне и да спечели купата на Световната Гейминг Федерация.

## Актьорски състав и герои

### Главни
- Камерън Бойс, като Конър
- Мюррэй Уайт Рундус, като Уендъл
- Феликс Авита, като Франклин
- Софи Рейнолдс, като Ашли

### Повтарящи се
- Джо Херсли, като г-н Спанкс
- Паула Сорж
- Лаурен Притчард като Джанис
- Буги като Били